# ×Carduocirsium borderei
Carduocirsium borderei là một loài thực vật có hoa trong họ Cúc. Loài này được (Rouy) P.Fourn. mô tả khoa học đầu tiên năm 1940.